# Сабуе (Ахметський муніципалітет)
Сабуе (груз. საბუე) — село в Грузії.
За даними перепису населення 2014 року в селі проживає 13 осіб.